# 舍利弗阿毘曇論
《舍利弗阿毘曇論》（Śāriputrābhidharma），三十卷，由分別論者（可能為法藏部）所傳承弘揚的論書，型式上保有阿毘達磨論書的古型。由姚秦曇摩耶舍、曇摩崛多等，於415年譯出，僅有漢譯本流傳下來。從翻譯過程看來，《舍利弗阿毘曇論》在當時並不被重視。譯本問世1600年來，在中國佛教界，與其他經論相比，相對受到冷落。

## 內容
本論的內容係解釋諸法名義，並加以分類組織，其基本結構類似說一切有部的《法蘊足論》與南傳上座部的《分別論》，都是以本母（mātṛkā/mātikā，教義綱目）組織各品。按木村泰賢的歷史分期，《舍利弗阿毘曇論》應屬於「第三期：獨立於契經之外的阿毘達磨論書」。體裁同於說一切有部六足論中之集異門足論。計分四分三十三品：第一問分十品，第二非問分十一品，第三攝相應分二品，第四緒分十品。
本論的教理學說，似乎折衷種種部派的說法，雖和其它部派相似，但又不完全相同，內容也略有出入，例如與法蘊足論相比，缺少預流支、證淨、聖種等三品；與品類足論辯千問品相比，缺少四證淨、四聖種等二事；與巴利文分別論（Vibhanga）相比，則缺少有關法心（dhamma-hadaya）之論述。

## 考證
關於本論之成立、弘傳，及其論旨與各部派之關係：
- 據大智度論卷二、部執異論疏與三論玄義等之說，舍利弗毗曇由犢子部弘傳。據《三論玄義》，後來犢子部因嫌舍利弗毗曇不足，各各另外造論，分化成各部[9]。椎尾辨匡（日语：椎尾弁匡）認為曇摩耶舍所譯的《舍利弗阿毘曇論》出自犢子部，不過善珠法師 (Thiên Châu) 舉證說明《舍利弗阿毘曇論》不可能是犢子部。
- 法華經玄贊卷一，則認為本論係正量部之教義。
- 木村泰賢主張，由本論第二十七假心品之立論內容觀之，與大眾部所立之義相同，可能屬於具有大眾部色彩的分別說者。
- 安德烈·巴羅和水野弘元主張，由四分律說該部派的論藏為「四分」構成，以及本論採用法藏部獨有的色界二十二天之說，應當屬於法藏部。

椎尾辨匡，主張本論之成立晚於公元前二世紀，但比法蘊論要早。安德烈·巴羅則推定本論成立年代，為公元前三世紀至一世紀之間。
印順法師，認為本論的四分組織，合於阿毘達磨論的發展歷程，可看出編集次第的遺痕。主張本論書的「攝相應分」與「緒分」，雖比說一切有部論古樸，但形成現有的論本，約與發智論及品類論的時代相當。
本論主張無中有，並以日影喻論證此說。此「日（光）影喻」恰好為主張中有，屬於說一切有部的大毗婆沙論所論難，稱主張此說之論敵為「分別論者」。